# Stefan Holze
Stefan Holze (* 14. Mai 1966 in Osnabrück) ist ein ehemaliger deutscher Fußballprofi.

## Karriere
Holze kam in der Saison 1985/86 aus dem eigenen Nachwuchs in den Profikader des VfL Osnabrück, der seinerzeit stark auf eigene Nachwuchskräfte setzte. Dort konnte sich der Mittelfeldspieler frühzeitig etablieren und zählte bis 1989 zum Stammpersonal der Niedersachsen in der 2. Bundesliga. Anschließend wechselte er innerhalb der zweiten Liga zu Eintracht Braunschweig und dann zum VfL Wolfsburg. In der Saison 1994/95 kam er kaum zum Einsatz und entschied sich nach deren Ablauf für ein Ende seiner Profilaufbahn, um sich auf seine berufliche Ausbildung als Versicherungskaufmann zu konzentrieren. Anschließend arbeitete er für den Versicherungskonzern, bei dem er gelernt hatte. Holze lebte nach seiner Karriere in Braunschweig.
Er absolvierte 264 Zweitligaspiele und spielt heute als Hobbyfußballer bei TSV Hallendorf in der Kreisliga.